# Громов Фелікс Миколайович
Громов Фелікс Миколайович (29 серпня 1937, Владивосток — 22 січня 2021, Москва) — радянський і російський воєначальник. Головнокомандувач Військово-Морським Флотом Російської Федерації (1992—1997). Адмірал флоту (13.06.1996).

## Нагороди
- Орден «За заслуги перед Вітчизною» ІV ступеня.
- Орден «За військові заслуги» (1996).
- Орден Жовтневої Революції.
- Орден «За службу Батьківщині у Збройних Силах СРСР» ІІ ступеня.
- Орден «За службу Батьківщині у Збройних Силах СРСР» ІІІ ступеня.
- Медалі СРСР.
- Медалі РФ.